# 泉吉乡
泉吉乡，是中华人民共和国青海省海北藏族自治州刚察县下辖的一个乡镇级行政单位。

## 行政区划
泉吉乡下辖以下地区：
新泉村、扎苏合村、宁夏村、冶合茂村、切吉村、年乃索麻村和黄玉农场。